# Hala Łuczniczka
Hala Łuczniczka est une salle omnisports située à Bydgoszcz en Pologne.

## Évènements
- Mecz Gwiazd Polskiej Ligi Koszykówki, 2003 et 2004
- Pedro's Cup, depuis 2005
- Premier week-end des Tournois Préliminaires du Grand Prix Mondial de volley-ball 2006 (Groupe C)
- Championnat d'Europe féminin de volley-ball 2009
- Championnat d'Europe de basket-ball 2009
- Phase éliminatoire du groupe mondial II de la Fed Cup 2010 (Pologne 2-3 Belgique), 6-7 février 2010

## Galerie

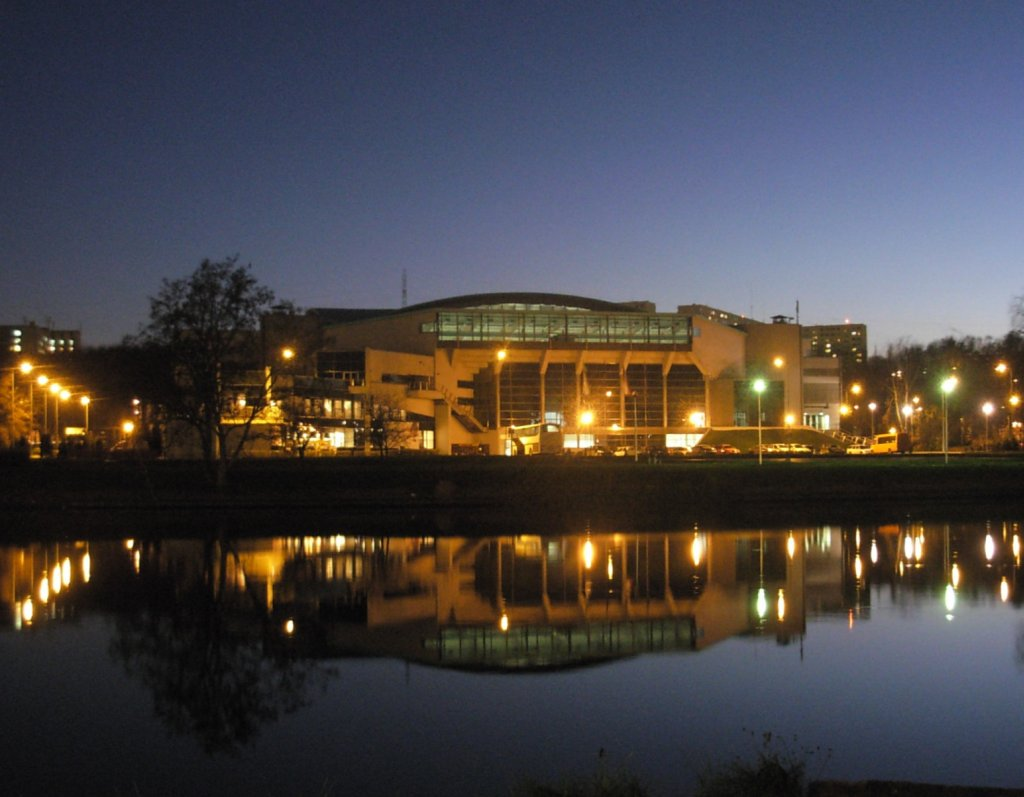
De nuit
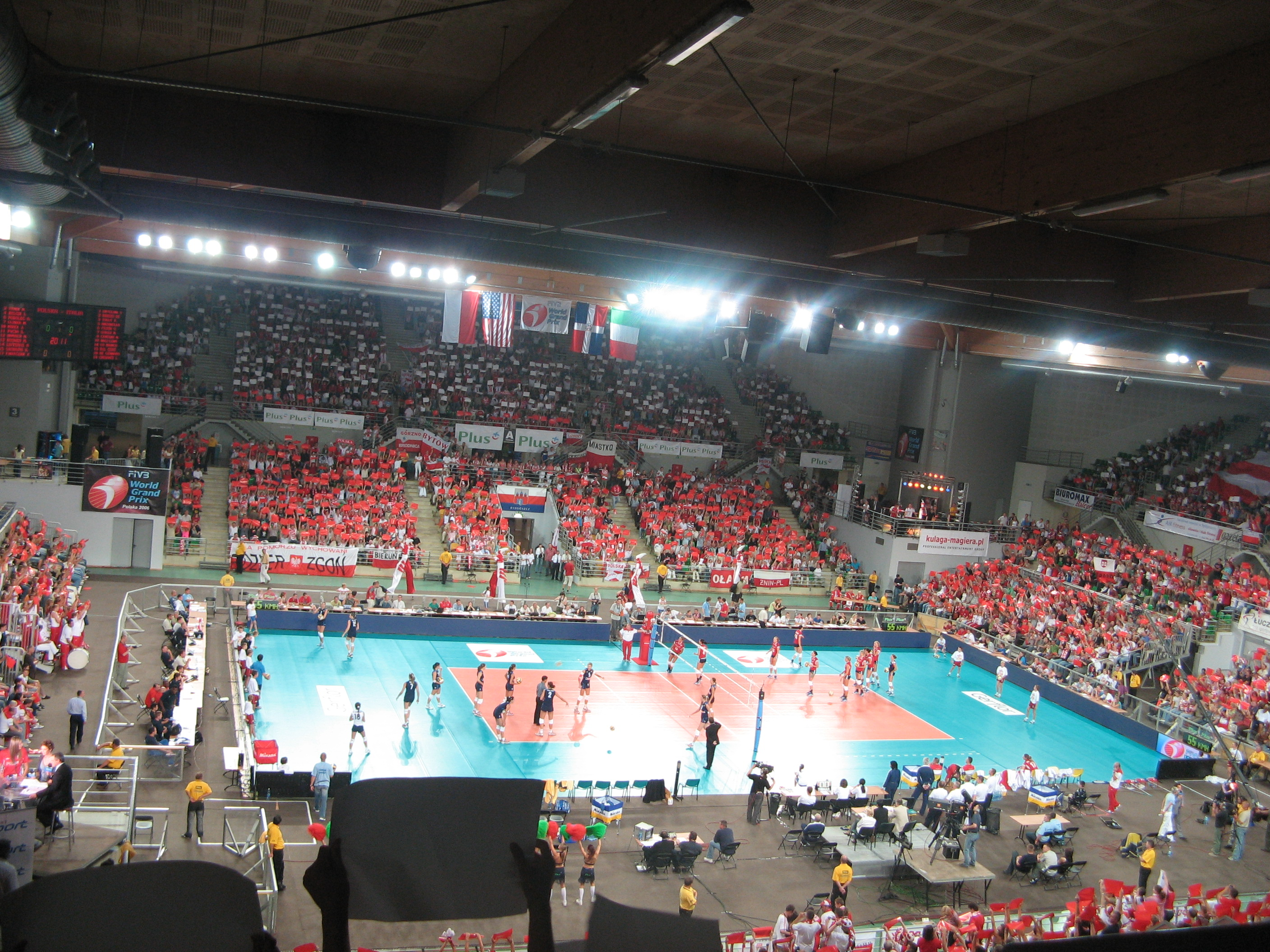
Intérieur